# Lorimor
Lorimor – miasto w Stanach Zjednoczonych, w stanie Iowa, w hrabstwie Union. Zgodnie ze spisem statystycznym z 2000 roku, miasto liczyło 427 mieszkańców.